# امانگلدی
امانگلدی (به لاتین: Amangel'dy) یک منطقهٔ مسکونی در قزاقستان است که در استان الماتی واقع شده‌است.

## خصوصیات
امانگلدی ۱٬۹۶۲ نفر جمعیت دارد.